# Soo Yong
Ah Hee Young, née le 31 octobre 1903 à Wailuku (Île de Maui, Hawaï) et morte le 29 octobre 1984 à Honolulu (Hawaï), est une actrice américaine d'ascendance chinoise, connue sous le nom de scène de Soo Yong.

## Biographie
Née de parents immigrés d'origine chinoise, Soo Yong débute au théâtre et joue notamment à Broadway (New York) dans deux pièces représentées en 1928-1929 (dont The Squealer de Jack Linder, avec Tom Fadden).
Au cinéma, elle contribue à vingt-et-un films américains, depuis Le Voile des illusions de Richard Boleslawski (1934, avec Greta Garbo et Herbert Marshall) jusqu'à Le Maître des îles de Tom Gries (1970, avec Charlton Heston et Geraldine Chaplin).
Entre-temps, mentionnons Visages d'Orient de Sidney Franklin (1937, avec Paul Muni et Luise Rainer), Le Défilé de la mort de John Farrow (1943, avec Loretta Young et Alan Ladd), La Colline de l'adieu d'Henry King (1955, avec Jennifer Jones et William Holden), ou encore Au rythme des tambours fleuris d'Henry Koster (1961, avec Nancy Kwan et James Shigeta).
À la télévision américaine, outre un téléfilm diffusé en 1962, elle apparaît dans trois séries, la première en 1955 ; les deux suivantes sont Hawaï police d'État (quatre épisodes, 1971-1978), et enfin pour sa dernière prestation à l'écran, Magnum (deux épisodes, 1981).
Soo Yong meurt trois ans plus tard (en 1984), deux jours avant son 81e anniversaire.

## Théâtre à Broadway (intégrale)
- 1928-1929 : The Squealer de (et produite par) Jack Linder : la vendeuse de fleurs
- 1929 : House Unguarded de Len D. Hollister et Lester Lonergan : May Wong

## Filmographie partielle

### Cinéma
- 1934 : Le Voile des illusions (The Painted Veil) de Richard Boleslawski : Amah
- 1935 : La Malle de Singapour (China Seas) de Tay Garnett : Yu Lan
- 1936 : Annie du Klondike (Klondike Annie) de Raoul Walsh : Fah Wong
- 1937 : Visages d'Orient ou La Terre chinoise (The Good Earth) de Sidney Franklin : la tante
- 1938 : Les Aventures de Marco Polo (The Adventures of Marco Polo) d'Archie Mayo : la femme de Chen Tsu
- 1943 : Le Défilé de la mort (China) de John Farrow : Tai Shen

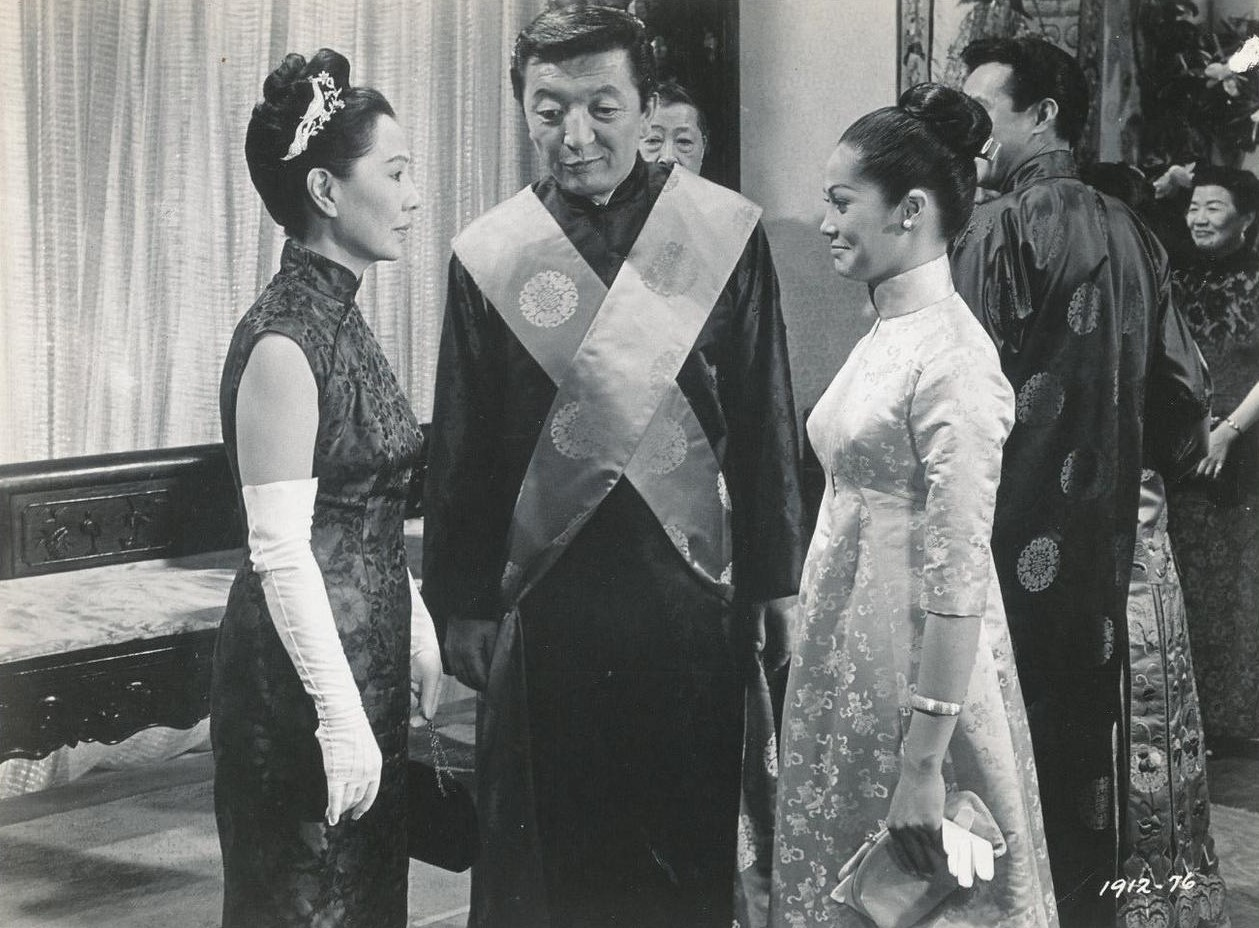
Soo Yong, Jack Soo et Nancy Kwan (de g. à d.), dans Au rythme des tambours fleuris (1961)

- 1951 : Pékin Express (Peking Express) de William Dieterle : Li Elu
- 1952 : Big Jim McLain d'Edward Ludwig : Mme Namaka
- 1955 : Le Rendez-vous de Hong Kong (Soldier of Fortune) d'Edward Dmytryk : Dak Lai
- 1955 : La Colline de l'adieu (Love Is a Many-Splendored Thing) d'Henry King : Nora Hung
- 1955 : La Main gauche du Seigneur (The Left Hand of God) d'Edward Dmytryk : l'infirmière de Pao Chu
- 1957 : Sayonara de Joshua Logan : Teruko San
- 1961 : Au rythme des tambours fleuris (Flower Drum Song) d'Henry Koster : Mme Ten Fong
- 1965 : Première Victoire (In Harm's Way) d'Otto Preminger : la femme en pleurs
- 1970 : Le Maître des îles (The Hawaiians) de Tom Gries : Mme Ching

### Télévision
(séries)
- 1971-1978 :  Hawaï police d'État (Hawaii Five-0)
  - Saison 3, épisode 24 Meurtre au stade, 2e partie (The Grandstand Play, Part II, 1971) de Paul Stanley : Lily Ahn
  - Saison 4, épisode 23 Drogue en mer (Follow the White Brick Road, 1972) de Michael O'Herlihy : Mme Sung
  - Saison 9, épisode 11 Oui, ma fille (Yes, My Deadly Daughter, 1976) de Bruce Bilson : une servante
  - Saison 11, épisode 8 La Pagode (The Pagoda Factor, 1978) : le chaperon
- 1981 : Magnum, saison 2, épisodes 5 et 6 Souvenirs ineffaçables, 1re et 2e parties (Memories Are Forever, Parts I & II) de Ray Austin : la vieille femme

## Note et référence
1. ↑  D'après sa fiche d'Ancestors Family Search.